# Film motocyklowy

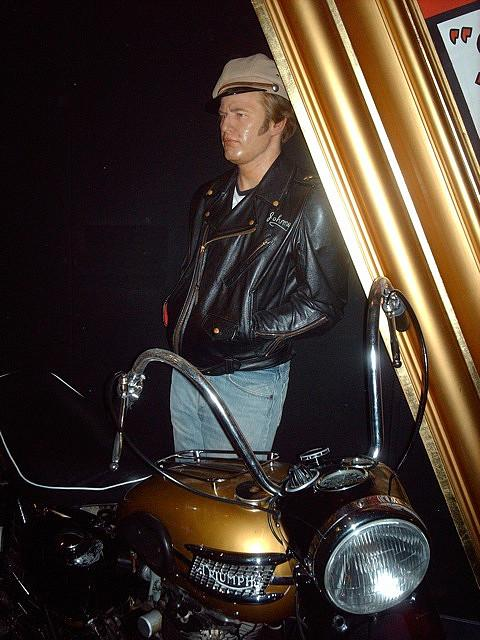
Inscenizacja filmu motocyklowego

Film motocyklowy (ang. biker movie) – to podgatunek kina eksploatacji, który został stworzony w okresie 1965–66 przez dwóch niezależnych twórców filmowych: Rogera Cormana i Russa Meyera. Film motocyklowy powstał w wyniku eksploatacji sensacyjnych nagłówków amerykańskich gazet, które epatowały niezweryfikowanymi lub zwyczajnie fikcyjnymi historiami, których przedmiotem były kluby motocyklowe tj. Hells Angels, Outlaws czy Gypsy Jokers.
Główną tematyką klasycznego filmu motocyklowego są brutalne przygody klubów, gangów i małych grup motocyklowych, które dla reżyserów i producentów reprezentowały element wabiący publiczność do kin samochodowych, gdzie były głównie pokazywane. Film motocyklowy stał się szybko jedną z najbardziej dochodowych działek kina eksploatacji osiągając swoje apogeum w okresie 1967–72. Później gatunek zaczął powoli tracić na popularności, jednak w ostatnich kilku latach można zauważyć jego odrodzenie.

## Historia
Za pierwszy film motocyklowy jest uważany Motorpsycho! (1965) Russa Meyera, nakręcony przez niego w czerni i bieli. Akcja skupia się na losach kilku kobiet, które są napastowane przez trzech wrednych, przypadkowo spotkanych motocyklistów. Wśród nich jest żona weterynarza z małego, pustynnego miasteczka, który po brutalnym gwałcie rusza za nimi w pościg. Atutami filmu są fantastyczne zdjęcia, oryginalny scenariusz i nieprzeciętne, jak na kino klasy B, aktorstwo.
Drugim i znacznie ważniejszym dla gatunku filmem motocyklowym są Dzikie anioły (1966) Rogera Cormana. Film wywołał prawdziwą gorączkę motocyklową i dał początek całej serii klonów filmowych. Dzikie anioły zostały wyprodukowane za 360 000 dolarów przez wytwórnię American International Pictures i zarobiły 10 mln dolarów. Film reprezentował amerykańskie kino na 27. Międzynarodowym Festiwalu Filmowym w Wenecji w 1967 roku, ale ostatecznie dostał nagrodę na Festiwalu w Cannes.